# Eurhadina robusta
Eurhadina robusta är en insektsart som först beskrevs av Mahmood 1967.  Eurhadina robusta ingår i släktet Eurhadina och familjen dvärgstritar.
Artens utbredningsområde är Singapore. Inga underarter finns listade i Catalogue of Life.